# 云龙报春
云龙报春（学名：Primula prevernalis）为报春花科报春花属下的一个种。

## 扩展阅读
- 維基物種上的相關：云龙报春